# لوسط (نعمان)

تعديل مصدري - تعديل

لوسط هي إحدى قرى عزلة الوسط بمديرية نعمان التابعة لمحافظة البيضاء، بلغ تعداد سكانها 68 نسمة حسب تعداد اليمن لعام 2004.